# Cantón de Saramon
El cantón de Saramon era una división administrativa francesa, que estaba situada en el departamento de Gers y la región de Mediodía-Pirineos.

## Composición
El cantón estaba formado por dieciséis comunas:
- Aurimont
- Bédéchan
- Boulaur
- Castelnau-Barbarens
- Faget-Abbatial
- Lamaguère
- Lartigue
- Moncorneil-Grazan
- Monferran-Plavès
- Pouy-Loubrin
- Saint-Martin-Gimois
- Saramon
- Sémézies-Cachan
- Tachoires
- Tirent-Pontéjac
- Traversères

## Supresión del cantón de Saramon
En aplicación del Decreto nº 2014-254 de 26 de febrero de 2014, el cantón de Saramon fue suprimido el 22 de marzo de 2015 y sus 16 comunas pasaron a formar parte del nuevo cantón de Astarac-Gimone.